# 香原志勢
香原 志勢（こうはら ゆきなり、1928年6月4日 - 2014年11月16日）は、日本の人類学者。立教大学名誉教授。専攻は人類学、比較行動学。

## 経歴・人物
1928年、東京生まれ。旧制麻布中学校を経て、1945年に旧制都立高等学校理科乙類に入学。戦時下の空襲で自宅や母と妹を失った。1948年に東京大学理学部人類学科に入学。人類学教室では、木村邦彦、寺田和夫、埴原和郎らがいた。1951年に卒業し、同大学大学院に進んだ。
1954年、信州大学医学部第二解剖教室助手に採用された。1956年に講師、1960年に助教授昇格。鈴木誠の下で解剖学実習などにあたるとともに、信州大学在職中には長野県南佐久郡北相木村の栃原岩陰遺跡の発掘に参加した。1970年、立教大学一般教育部助教授に転じた。自然人類学を担当し、1973年に教授昇格。1994年に立教大学を定年退職し、名誉教授となった。1998年より帝塚山学院大学人間文化学部教授を務めた。
学界では日本顔学会初代会長を務め、のち顧問となった。2014年11月16日、肺炎で死去。墓所は多磨霊園にある。

## 受賞・栄典
- 1989年：『石となった死』で毎日出版文化賞受賞。

## 家族・親族
- 父：香原一勢は編集者・哲学者。
- 息子：香原知志はノンフィクション作家。

## 著作
著書
- 『人類生物学入門』中公新書 1975
- 『人間という名の動物』小峰書店 1977
- 『手のうごきと脳のはたらき』築地書館 1980
- 『人体に秘められた動物』日本放送出版協会（NHKブックス）1981
- 『老いを考える』ほるぷ出版(科学者からの手紙) 1983
- 『顔の本』講談社 1985
  - 中公文庫
- 『動作 都市空間の行動学』講談社現代新書 1986
- 『身体の履歴書』日本放送出版協会（NHK市民大学） 1986
- 『石となった死』(叢書死の文化) 弘文堂 1989
  - 改題『死と生をめぐる思索』清流出版 2006
- 『2本足と4本足』福音館書店(たくさんのふしぎ傑作集) 1990
- 『木のぼりの人類学』知の行動エッセイ リヨン社 1994
- 『 顔と表情の人間学』平凡社 1995
  - 再版 平凡社ライブラリー
- 『二本足で立つってどういうこと?』偕成社 2008

共編
- 『人類学の読みかた』渡辺直経・山口敏 雄山閣出版 2001

翻訳
- 『人種』C.S.クーン・S.M.ガーン・J.B・バードセル著、須田昭義共訳 みすず書房(現代科学叢書) 1957
- 『人間を考える 人類学的考察』ピエール・A.ラドワンスキー著、祖父江孝男共訳 南雲堂 1970
- 『攻撃性の自然史』J.D.カーシ・F.J.エブリング編、ぺりかん社 1971
- 『人類の進化 人類と文化の起源』(現代文化人類学 4) C.L.ブレース著、寺田和夫共訳 鹿島研究所出版会 1972
- 『人類学との出会い』ロビン・フォックス著、佐藤信行共訳 思索社 1977.5
- 『シャニダール洞窟の謎』ラルフ S.ソレッキ著、松井倫子共訳 蒼樹書房 1977.1
- 『堕ちたサル』ブランコ・ボークン著、佐々木藤雄共訳 思索社 1981.6
- 『埋もれた過去をもとめて 考古学の大先覚者たち』B.M.フェイガン著、サイエンス社 1983.7
- 『モンキー・パズル 分子人類学からみた進化論』ジョン・グリビン、ジェレミ・チャーファス著、監訳、ホルト・サウンダース・ジャパン 1984.5

論文
- 国立情報学研究所収録論文 国立情報学研究所
- 香原志勢; 茂原信生; 西沢寿晃; 藤田敬; 大谷江里、馬場悠男 (2011), “栃原岩陰遺跡(長野県南佐久郡北相木村)出土の縄文時代早期人骨 : 縄文時代早期人骨の再検討”, 人類學雜誌 (日本人類学会) 119 (2):  91-124, doi:10.1537/asj.110406, ISSN 13443992
- 香原志勢 (1973), “鈴木誠先生(1914〜1973)を偲んで”, 人類学雑誌 (日本人類学会) 81 (2):  84-86, ISSN 13443992
- 香原志勢 (1988), “わが心の友 故 寺田和夫氏”, 人類学雑誌 (日本人類学会) 96 (1):  3-6,肖像1枚, ISSN 13443992
- 香原志勢 (1982), “巨木・鈴木尚先生 (鈴木尚教授古稀記念号)”, 成城大學經濟研究 (成城大学) 79:  5-10, ISSN 03874753
- 香原志勢 (1996), “歴史の底流に潜む生物学的なもの”, 史苑 (立教大学) 56 (2):  1-6, ISSN 03869318
- 香原志勢 (2010-03-19), “野中健一著『昆虫食先進国ニッポン』”, 史苑 (立教大学) 70 (2):  232-237, ISSN 03869318
- 香原志勢 (2000), “江藤盛治さんの御逝去を悼む”, 人類学雑誌 (日本人類学会) 108 (1):  巻頭4, ISSN 13443992